# За синіми дверима
«За синіми дверима» (пол. Za niebieskimi drzwiami) — польський фільм у жанрі фентезі режисера Маріуша Палея, що вийшов 2016 року. Екранізація однойменного твору письменника Марціна Щигельського. Прем'єра фільму відбулася 4 листопада 2016 року.
У 2018 році фільм здобув спеціальний приз журі міжнародного кінофестивалю «Молодість» у Києві, а також був номінований на головний приз — «Скіфський олень».

## Виробництво та прем'єра
Знімання фільму тривало з вересня по листопад 2014 року у Горах-Столових, Якушичах, Єленя-Ґурі, Бистшиці-Клодзькій та на околиці Нової Руди.
Прем'єра фільму (національна та світова) відбулася 4 листопада 2016 року.

## Сюжет
Одинадцятирічний Лукаш їде разом з мамою, яка виховує його самостійно, у відпустку. В результаті автомобільної аварії вони потрапляють до лікарні. У Лукаша серйозно пошкоджена нога, а його мати перебуває в комі. Опікуном Лукаша стає сусідка хлопчика, літня пані Цибульська.
Одного разу до них приїжджає якась тітка Агата, яку Лукаш раніше не бачив, і пропонує йому переїхати в її пансіонат «Високий Кліф», на що хлопчик погоджується. У пансіонаті він робить несподіване відкриття — через сині двері в його кімнаті можна потрапити в казкову країну, де живе злодій Крвавець і багато інших дивовижних істот. Лукаш об'єднується з новими друзями і вступає з ним у боротьбу.

## Різниця між фільмом та романом
У фільмі перебування в лікарні Лукаша та його реабілітація тривають лише місяць, а в романі майже рік. У фільмі Крвавець, на відміну від персонажів роману, є страшною, демонічною істотою, позбавленим людських якостей. Його зовнішність абсолютно відрізняється від книжкового аналога. У вступі до фільму, замість сюжетної лінії, яка пояснює походження Крвавця, є історія про потопленнЯ рибальського човна, яка пояснює долю батька Лукаша, який внаслідок неї безвісти зник. Закінчення фільму відрізняється від завершення роману. У романі також згадуються і тітка Агата, і пансіонат «Високий Кліф». Лукаш, прокинувшись від коми, приходить до нього з мамою, щоб на власні очі побачити, наскільки реальність відповідає його снам. Він навіть стукає у сині двері, вважаючи, що зможе перейти до фантастичного світу.

## У ролях
- Домінік Ковальчик — Лукаш
- Єва Блащик — тітка Агата
- Магдалена Нєц — мати Лукаша
- Міхал Жебровський — Крвавець
- Тереза Липовська — Цибульська
- Адам Ференци — Лікар
- Сара Лаговська — Моня
- Оскар Войцеховський — Згриз
- Якуб Гаварецький — Пчелка
- Граця Нєдзвєдз — медсестра
- Юстина Сєнчилло — медсестра
- Марцел Сабат — батько Лукаша
- Томаш Матусяк — таксист[4]

## Нагороди
- 2016 — Ale Debiut! (нагорода за найкращий дебют) на 34-у Міжнародному кінофестивалі молодіжних фільмів «Ale Kino!» в Познані[7]
- 2016 — Нагорода Мережі національних і місцевих кінотеатрів (за блискучий дебют у складній категорії акторських фільмів для молодого глядача) на Міжнародному фестивалі фільмів для наймолодших «У чмурах» у Любліні[8]
- 2017 — Почесна відзнака від Національної палату аудіовізуальних продюсерів (за зусилля з відновлення теми кіно для дітей на польському ринку в минулому році) на Міжнародному фестивалі незалежних фільмів «Off Camera» у Кракові[4].
- 2017 — Нагорода глядачів на Міжнародному фестивалі фільмів для дітей «Шлінгель» у Хемніці[4].
- 2017 — Нагорода за молодіжний фільм на Міжнародному фестивалі фільмів для дітей «Шлінгель» у Хемніці[4].
- 2017 — Головна нагорода за найкращий повнометражний фільм «Золотий кадр» (за чудову та зворушливу історію, яка показує любов між дитиною та батьком. Неймовірні спецефекти та добре підібрану музику, яка створює напруженість і зберігає глядача у напрузі до самого кінця) на Міжнародному кінофестивалі для дітей та молоді «КіноЯзда» у Новому Сачу[4].